# Anglada
Anglada, Fábrica de Bicicletas y Automóviles, más conocido como Anglada, fue un fabricante español de automóviles del Puerto de Santa María en Cádiz, Andalucía, que estuvo activo entre 1902 y 1905.
La compañía, fundada por Francisco Anglada y Gallardo, fabricaba coches de lujo de forma individual y por pedido. Los modelos eran o bien de un cilindro o bien de cuatro cilindros con potencias de entre 6 y 36 CV.
Anglada es conocida actualmente por producir el primer coche español comprado por el rey Alfonso XIII, que compró un modelo de 24 CV de la compañía en 1904 por mediación de un concesionario de Barcelona llamado Auto Garage Terminus. Como el rey solo tenía 18 años y no sabía conducir, Domingo Balet Duran —el propietario del Auto Garage Terminus— le dio también clases particulares de conducción y más tarde fue nombrado proveedor de la Casa Real.
Aunque la aristocracia española compró algunas unidades, Francisco Anglada abandonó pronto la producción debido a problemas económicos, y posteriormente abrió un taller de automóviles en Madrid. Francisco Anglada murió en 1917.